# NGC 1049
NGC 1049 é um aglomerado globular situado na constelação de Fornax, nas proximidades da Galáxia Anã de Fornax no Grupo Local. A uma distância de 630.000 anos-luz, é ainda visível com telescópios de médio porte, mas a galáxia mãe é quase invisível. O aglomerado globular foi descoberto por John Herschel durante o período 1834-1838, mas a galáxia mãe não foi descoberta até 1938 por Harlow Shapley.